# Paul Janson

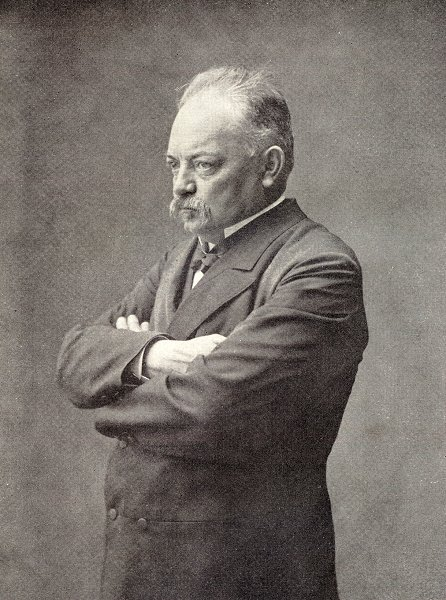
Paul Janson 1892

Paul Janson (* 11. April 1840 in Herstal; † 19. April 1913 in Sint-Gillis) war ein belgischer liberaler Politiker. Er ist vor allem bekannt durch seinen Kampf für das allgemeine Wahlrecht und wird als der Vater des belgischen Liberalismus bezeichnet.

## Leben
Janson promovierte in Philosophie und Literaturwissenschaft 1859  und 1862 in  Rechtswissenschaft an der Université Libre de Bruxelles. Er wurde 1862 Mitglied der Rechtsanwaltskammer in Brüssel. 
Nach ersten Kontakten mit den Sozialisten schloss er sich der Liberalen Partei an. Vom Beginn seiner politischen Laufbahn an war Janson ein Vorkämpfer für die Abschaffung des Zensuswahlrecht. Er war der Leiter des progressiven Flügels der Liberalen. 1877 wird er in die Abgeordnetenkammer gewählt. 1884 erlitt die Liberale Partei eine große Niederlage und er wurde nicht wiedergewählt. In dem Jahr wurde er Leiter des Stadtrats von Brüssel.
1887 kam es zu einem Bruch zwischen den Konservativen und den Progressiven in der Liberalen Partei und er gründete zusammen mit anderen Rechtsanwälten die Progressistische Partij, die für das allgemeine Stimmrecht kämpfte. Paul Janson wurde der Vorsitzende dieser Partei. 1894 verloren die liberalen Parteien erneut stark bei den Wahlen nach der Stimmrechtsreform von 1893  und Janson verlor sein Mandat in der Kammer. Er erhält einen Sitz im belgischen Senat.
1900 kam er durch die Vermittlung von Paul Hymans zurück zu einer versöhnlicheren und „gemäßigteren“ Position der Liberalen und die „Progressistische Partij“ wurde aufgegeben. Janson wurde wieder in die Kammer des belgischen Abgeordnetenhauses für die „Liberale Partij“ gewählt und blieb dort als Abgeordneter bis zu seinem Tod. Er blieb aber auch bei seinen politischen Positionen zum Wahlrecht ohne Unterschiede der sozialen Stellung, für die Verminderung der Arbeitsdauer und für die Einführung von kollektiven Tarifverträgen. Seine Verbindungen mit den Sozialisten der Belgische Werkliedenpartij waren sehr eng und unter seiner Vermittlung wurde 1912 eine rot-blaue Listenverbindung geformt, um die absolute Mehrheit der Katholiken zu durchbrechen. Das missglückte aber, und die Katholiken behielten die absolute Mehrheit.
Nach der Wahl wurde Janson am 14. August 1912 zum Minister van Staat/Ministre d'Etat Dies ist in  Belgien ein Ehrentitel, der in besonderen Fällen vom König auf Lebenszeit verliehen wird. Die Minister van Staat sind nicht Mitglieder des Ministerrats.
Paul Janson war ein Mitglied im Bund der Freimaurer, seine Loge Les vrais Amis l'Union et de l'Honneur ist in Brüssel ansässig.

## Nachkommen
Paul Janson war der Gründer einer politischen und künstlerischen Dynastie. Er war der Vater von Paul-Émile Janson und von Marie Janson. Durch sie war er der Großvater von Paul-Henri Spaak und Urgroßvater von Antoinette Spaak, der ersten belgischen weiblichen Parteivorsitzenden. 
Er ist außerdem der Urgroßvater von Isabelle Spaak und Agnès Spaak und Großvater von Charles Spaak und Claude Spaak. 
Verschiedene Städte und Gemeinden in Brüssel und in der Wallonie haben Straßen nach ihm benannt.